# پرسی اکل
پرسی اکل (انگلیسی: Percy Eccles؛ زادهٔ) ورزشکار راگبی ۱۳ نفره اهل بریتانیا است.